# Stutz (Uniform)

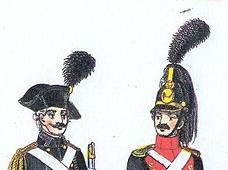
Stutz an Dreispitz und Kaskett bei württembergischen Truppen

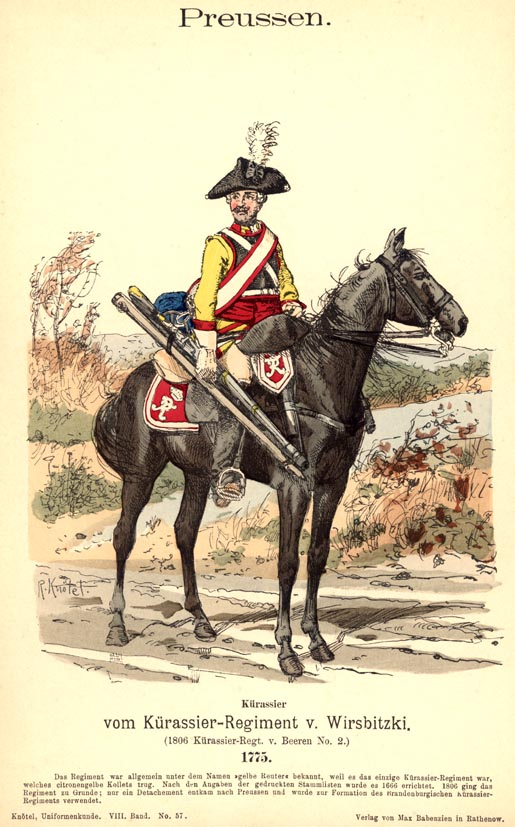
Kürassier der „gelben Reuter“ Nr. 2. Am Hut die weiße „Allianzfeder“, 1775

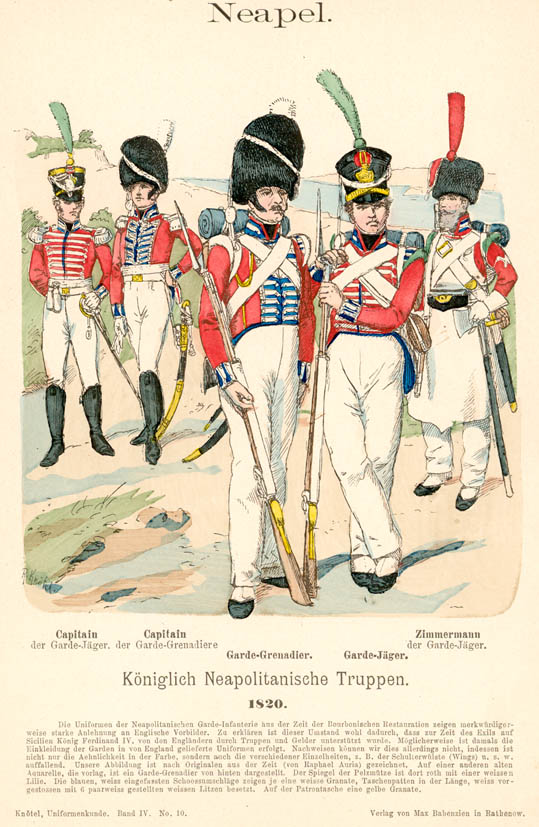
Stutz an Tschako und Bärenfellmütze

Der Stutz ist ein aufrecht stehender Federbusch als Zier der Kopfbedeckung von Uniformen. Er wurde besonders im ausgehenden 18. Jahrhundert und in der ersten Hälfte des 19. Jahrhunderts getragen. Oft gibt seine Farbe Auskunft über die Regiments- und Kompaniezugehörigkeit des Trägers.

## Beschaffenheit
Die Federn wurden vom Federschmücker gebleicht, bisweilen gekräuselt, eventuell gefärbt und dann auf einen Stab von Fischbein gebunden. Man nahm je nach der Mode und dem Rang des sie Tragenden Strauß-, Reiher-, Falken-, Geier-, Hahn- oder Gänsefedern.

## Gebrauch
In Adelungs Grammatisch-kritisches Wörterbuch der Hochdeutschen Mundart heißt es dazu, dass dieser „zur Zierde empor stehende Federbusch“ auch „Helmstutz oder Ritterstutz“ genannt wird, „welcher von den Rittern zur Helmzierde getragen wurde.“ Krünitz schreibt in seinem Lexikon von 1858: „Noch jetzt brauchen die Federschmücker dieses Wort, um einen kurzen gewundenen Federbusch zur Zierde des Huts für eine Militairperson zu bezeichnen. Die Federn zum Stutze bereiten, wenn sie in die Höhe stehen sollen, zum Unterschiede von den platt liegenden Federn, z. B. den Hutfedern.“

## „Allianzstutz“ bzw. „Allianzfeder“
Während des Siebenjährigen Krieges wurde Teilen der preußischen Armee das Tragen eines weißen Federstutzes, auf der linken Hutseite, befohlen. Mit Befehl vom 17. Juni 1762 wurden „Allianzstutz“ bzw. „Allianzfeder“ der gesamten Kavallerie (Ausnahme: Husaren), den Freibataillonen, den Jägern sowie den Generalen und Adjutanten vorgeschrieben. Nach ihrem Wechsel in das Lager Friedrichs des Großen sollte es dieses Utensil den Russen erleichtern, ihre neuen preußischen Verbündeten von den nun feindlichen Österreichern zu unterscheiden. Der Stutz war für Offiziere mit schwarzer Wurzel, für Unteroffiziere und Trompeter mit schwarzer Spitze. Nach der Übernahme durch die übrigen Truppengattungen blieb der Stutz, zumal bei den Offizieren, bis 1806 nahezu durchgehend in Mode. In Preußen wurde er von Garde, Grenadieren, Jägern und Schützen (Dragoner bis 1826) noch am Tschako, zur Parade, getragen.
Der Federstutz errang bald auch in anderen Staaten große Beliebtheit. Teils war er, wie in Österreich, in den (hier damals: gelb-schwarz) Nationalfarben gehalten. Er diente aber auch als ein in unterschiedlichen Farben gehaltenes Unterscheidungszeichen von Truppengattungen, Kompanien oder Dienstgraden.
Später trat der fallende Haarbusch an seine Stelle, obwohl der Federstutz in einigen Truppenteilen, wie den Husaren, in der zweiten Hälfte des 19. Jahrhunderts eine Renaissance erlebte.